# Dysoxylum kouiriense
Dysoxylum kouiriense là một loài thực vật có hoa trong họ Meliaceae. Loài này được Virot mô tả khoa học đầu tiên năm 1953.